# المواطن x (مسلسل)
المواطن x هو مسلسل دراما وإثارة مصري عُرض في رمضان 2011، من تأليف محمد ناير، وإخراج عثمان أبو لبن ومحمد بكير، ومن إنتاج دينا كريم، ومن بطولة يوسف الشريف، وأروى جودة، ومحمود عبد المغني، وإياد نصار، وأمير كرارة، وشيري عادل.

## قصة المسلسل
تدور أحداث المسلسل حول شاب يدعى «أحمد قاسم» مشهور ب «اكس»، يتم قتله في أول أحداث المسلسل في حادث بشع، ثم يتم عرض اأحداث ما قبل وفاته بطريقة (الفلاش باك) لتظهر علاقة البطل بأهله وأصدقائه وكل المؤثرين في حياته حتى تعرض لهذه الحادثة، وتتم التحقيقات حول قضية وفاته لمحاولة معرفة من قتل «اكس» وإن كان «اكس» بريئا أم متهما ويستحق القتل.

## طاقم التمثيل
- يوسف الشريف: أحمد صلاح قاسم (إكس)
- أروى جودة: ليلى عبد العزيز
- محمود عبد المغني: طارق الشمرلي
- إياد نصار: شريف الجوهري
- أمير كرارة: حسام المصري
- شيري عادل: سارة جبريل
- رشا مهدي: فرح الطرابيلي
- عمرو يوسف: كريم جورج
- أحمد فؤاد سليم: صلاح قاسم
- فادية عبد الغني: سعاد «والدة أحمد قاسم»
- نبيل عيسى: خالد نشأت
- محمد فراج: محمد صلاح قاسم
- ريهام أيمن: مريم
- دينا الشربيني: داليا
- زكي فطين عبد الوهاب: نشأت
- سيد رجب: عبد الرحيم
- تميم عبده: جورج
- أحمد صيام: عم حسين
- علي حسنين: محمود الطرابيلي
- ياسر علي ماهر: د/ أنور
- شريف عواد: شوقي الجمل
- أشرف فاروق: محامي
- عزة بهاء: دكتورة مستشفى أحمد قاسم
- حمدي الرملي
- حنان يوسف سماح - الجارة
- حازم سمير: حسن
- عزت بدران: اللواء رشاد

## وصلات خارجية
- المواطن x على موقع IMDb (الإنجليزية)
- المواطن x على موقع قاعدة بيانات الأفلام العربية